# Minimal Glitch
Minimal Glitch je odnož klasického glitche.
Změřuje se na zvuky, které jsou v každodenním životé zřídka k rozpoznání. Např. mikroskopické field recordings nebo digitálně zpracované zvuky. 

Zkušenosti s minimal glitchem nám často pomáhají poznávat zvuky kolem nás.

## Interpreti
- Alva Noto
- Antti Rannisto
- Mokira
- Senking
- Sleeparchive
- Taylor Deupree

## Vydavatelství
- Raster-Noton